# Red Café

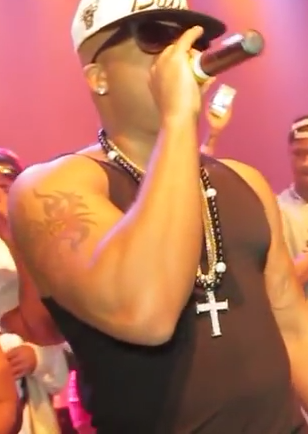
Red Café, 2012

Red Café (bürgerlich Jermaine Denny) ist ein US-amerikanischer Rapper mit guyanischen Vorfahren.
Er steht bei Akons Label Konvict Muzik und bei P Diddys Label Bad Boy Entertainment unter Vertrag.

## Biografie
Denny wuchs in Brooklyn auf. Das in seinem Künstlernamen vorhandene Wort "Red" stammt von seinem Vater, welcher mit "Red" als Spitzname angesprochen wurde. 1992 kam er vier Jahre ins Gefängnis. Nachdem er freigelassen wurde, wurde er Mitglied der Rap-Gruppe Da Franchise, welche bei Violator Records unter Vertrag stand.
2003 stand er bei Arista Records unter Vertrag. Sein Song All Night Long wurde 2005 zum Soundtrack des Films Coach Carter. Bekanntheit erlangte er jedoch durch seinen Song Stick'm, welcher auf dem Spiel Grand Theft Auto IV zu hören war.
2005 erschien sein erstes Featuring mit dem Rapper Fabolous.
Am 17. März 2011 wurde das Mixtape Above The Cloudz veröffentlicht. 2010 wurde die Single I'm Ill mit Fabolous veröffentlicht. Sie schaffte es auf Platz 74 in den R&B-Charts der USA. Im Musikvideo zur Single ist auch Akon zu sehen.
Die 2011 erschienene Single Fly Together, welche Red Café mit Rick Ross und Ryan Leslie aufnahm, kam auf Position 22 der US-amerikanischen Rap-Charts. Nach Hells Kitchen, was er 2012 veröffentlichte, wurde noch im selben Jahr das Mixtape American Psycho veröffentlicht. Features sind enthalten von The Game, French Montana, Fabolous, Jeremih, T-Pain, Trey Songz und 2 Chainz.
Die digital schon im Dezember 2011 erschienene Single Let It Go (Dope Boy) wurde 2012 als physische Single released.

## Diskografie

### Studioalben
- Shakedown (2013)

### Mixtapes
- Hennessy And Haze (2006)
- The Co-Op (feat. DJ Envy) (2007)
- Hottest In The Hood (2009)
- No Witnesses (2010)
- Above The Cloudz (2011)
- Hells Kitchen (2012)
- American Psycho (2012)

### Singles
- All Night Long (2005)
- Bling Blaow (feat. Fabolous) (2005)
- Diddy Bob (2006)
- Dolla Bill (feat. DJ Envy & Fabolous) (2007)
- Things You Do (feat. DJ Envy & Nina Sky) (2007)
- Paper Touchin'  (feat. Fat Joe, Jadakiss & Fabolous)(2008)
- Da Hottest In Da Hood (2009)
- I'm Ill (feat. Fabolous) (2010)
- Heart And Soul Of New York (feat. Pete Rock) (2010)
- Money Money Money (feat. Diddy & Fabolous) (2010)
- Faded (feat. Rick Ross) (2011)
- Above The Cloudz (2011)
- We Get It On (feat. Omarion) (2011)
- Fly Together (feat. Ryan Leslie & Rick Ross) (2011)
- Let It Go (Dobe Boy) (feat. Diddy) (2012)